# Lamaronde
Lamaronde település Franciaországban, Somme megyében. Lakosainak száma 56 fő (2022. január 1.). Lamaronde Bettembos, Caulières, Thieulloy-l’Abbaye és Vraignes-lès-Hornoy községekkel határos.

## Népesség
A település népességének változása:
| Lakosok száma | 62   | 61   | 63   | 65   | 67   | 65   | 66   | 61   | 56   |
|               | 2013 | 2015 | 2016 | 2017 | 2018 | 2019 | 2020 | 2021 | 2022 |